# نینجا گایدن ۳
نینجا گایدن ۳ (به انگلیسی: Ninja Gaiden 3) یک بازی ویدئویی به سبک اکشن ماجراجویی و هک اند اسلش است که توسط تیم نینجا توسعه یافته و به‌وسیلهٔ کویی تکمو در مارس ۲۰۱۲ برای کنسول‌های پلی‌استیشن ۳ و ایکس‌باکس ۳۶۰ منتشر شده است. این سومین قسمت در مجموعه بازی‌های نینجا گایدن، و دنبالهٔ نینجا گایدن ۲ است.